# إنديوم (111إن) كابروماب بنديتايد
إنديوم (111إن) كابروماب بنديتايد مادة تستخدم لتصوير حالات سرطان الموثة. يسوق تحت اسم تجاري هو بورستاسيند (Prostascint).
كابروماب هو جسم مضاد وحيد النسيلة يرتبط ببنديتايد، والتي هي مادة تمخلب للنظير المشع إنديوم-111.
بورستاسيند يحقن وريدياً ليستخدم في التصوير الطبي بأشعة غاما (SPECT).